# Tény
Ténynek nevezzük általában azt, ami bizonyíthatóan létezik vagy létezett. Ami létezett, arról egyben mint történetről számolunk be.
A tudományban a tényt a fenti (neopozitivista felfogást tükröző) definíciónál tágabb értelemben használják: tény a tudományos kísérlettel, kutatással alátámasztott, és a közösség által elfogadott adat. Az utóbbi kitétel magyarázza, hogy a tudományos életben (időben, térben) is változik, milyen állításokat tartunk (tartanak) tényszerűnek és milyeneket nem: amit ma tényként fogadunk el, arról a jövőben sokszor kiderül, hogy mégsem az. 
A jogban a tény értelmezése még tágabb: ténynek az számít, amit igaznak fogad el a bíró vagy a bíróság. 
Mások szerint, például Claude Bernard (1813–1878) aki Franciaország leghíresebb fiziológusa volt: „A tény önmagában semmi. Csak a hozzá fűződő gondolat miatt értékes, vagy az általa szolgáltatott bizonyíték miatt.”

## Külső hivatkozás
- Strauss, Susan: The Passionate Fact (Golden, CO : Fulcrum Publishing, 1996). Az 1. és az 5. fejezet nyersfordítása Schmidt Sára fordítása Rich Text formátumban, tömörítve letölthető Archiválva 2004. december 11-i dátummal a Wayback Machine-ben
- Bretter György: Tény és elmélet
- Felmérés a tudományos tények ismeretéről[halott link]